# 董爽秋
董爽秋（1896年—1980年），原名桂阳，男，贵州人，中国植物学家，第二、三、四、五届全国政协委员。